# Perrero
Perrero (en français Le Perrier) est une commune de moins de 1 000 habitants située dans la ville métropolitaine de Turin, dans le Piémont, en Italie.

## Histoire
Perrero fut en partie peuplée par des vaudois réfugiés de France, en provenance de la basse vallée du Rhône surtout, lors des persécutions religieuses à la fin du XIIIe siècle[réf. nécessaire].

## Culture
Lidia Poët, la première femme avocate au barreau du royaume d'Italie, est née à Perrero, dans le hameau de Traverse.

## Administration
| Période                                  | Période  | Identité              | Étiquette | Qualité |
| ---------------------------------------- | -------- | --------------------- | --------- | ------- |
| 14 juin 2004                             | En cours | Alma Margherita Ghigo |           |         |
| Les données manquantes sont à compléter. |          |                       |           |         |

### Hameaux
Perrero a annexé en 1928 les communes de Bovile, Chiabrano, Faetto, Maniglia, Riclaretto, San Martino et Traverse.

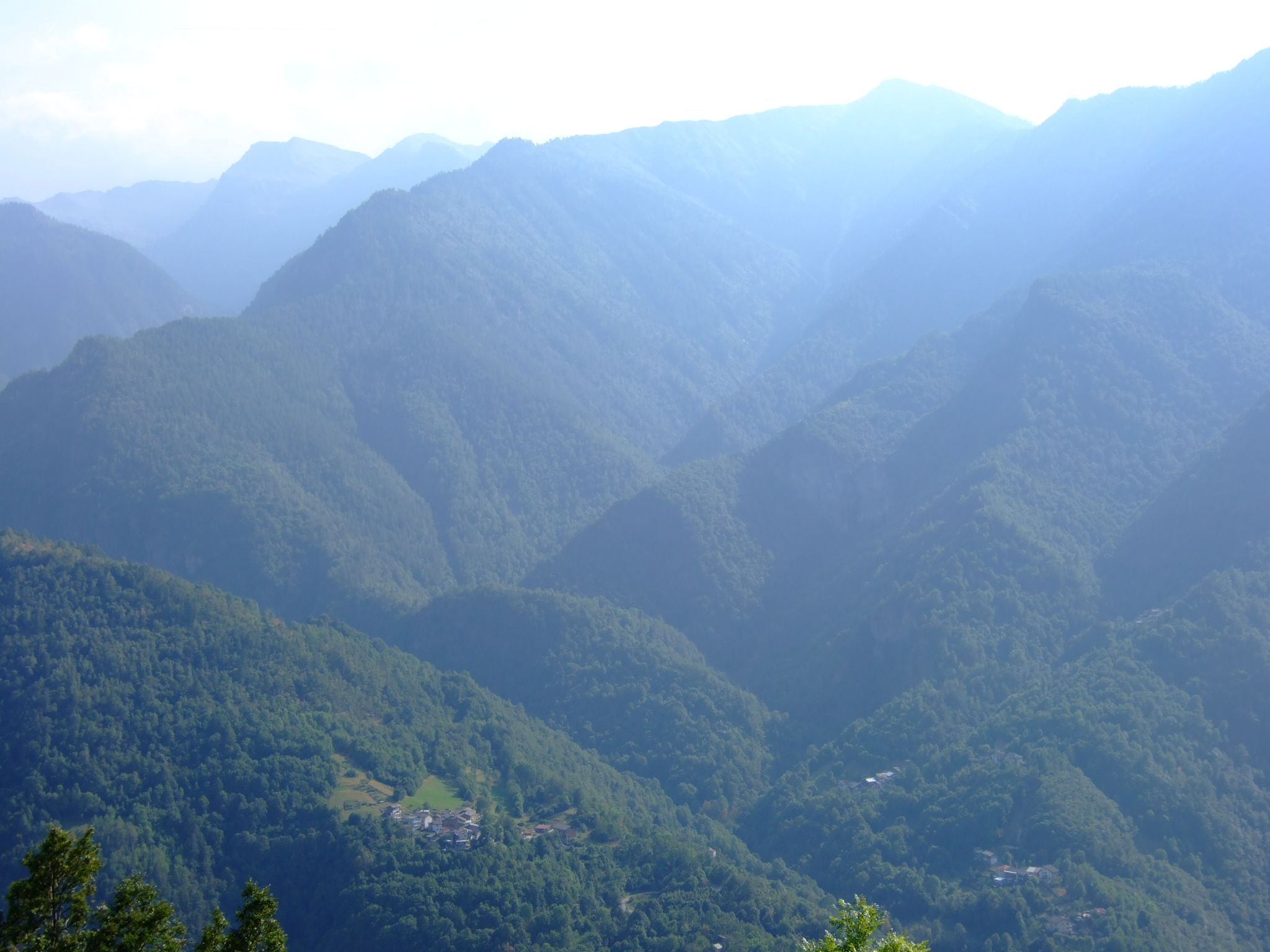
Serre vu depuis San Martino.

### Communes limitrophes
Roure, Perosa Argentina, Massello, Pomaretto, Salza di Pinerolo, Prali, Pramollo, Angrogna, Villar Pellice.

### Évolution démographique
Habitants recensés